# Mauro Maugeri
Mauro Maugeri (Aci Castello, 19 januari 1959 – Catania, 30 november 2017) was een Italiaanse waterpolocoach en waterpolospeler.
Maugeri speelde tot zijn zevenentwintigste waterpolo daarna ging hij zich volledig richten op het coachen. Maugeri is onder andere coach geweest bij Orizzonte Catania, Rasula Alta, Mediterraneo Catania, Poseidon Catania en Pozzillo Acireale dit waren zowel mannen- als vrouwenploegen. In 2001 werd hij assistent bij het nationale vrouwenteam, dat drie jaar later in Athene olympisch goud veroverde. Na het WK Montréal van 2005 schoof Maugeri door tot hoofdcoach. Maugeri nam als hoofdcoach van Italië eenmaal deel aan de Olympische Spelen in 2008 in Peking. Hij begeleidde het Italiaanse damesteam naar een zesde plaats.
Hierna werd hij bondscoach van het Nederlands damesteam, waar hij aantrad als opvolger van de succesvolle Robin van Galen. Op het WK Rome eindigde Nederland op de vijfde plaats onder leiding van de Italiaan. Op het Europees kampioenschap in Kroatië veroverde het Nederlands team het brons. In 2011 eindigde Maugeri's team op een zevende plaats tijdens het WK in Shanghai (China). Tijdens de Europese kampioenschappen in Eindhoven kwam het team niet verder dan een zesde plaats.
Ondanks deze teleurstellende klasseringen verlengde de zwembond het contract van de Italiaan, maar na een tegenvallend WK in 2013 werd assistent-bondscoach Arno Havenga voortijdig als opvolger naar voren geschoven. Maugeri keerde na zijn bondscoachschap terug naar zijn vaderland Italië, waar hij als clubtrainer actief bleef tot zijn ziekte begin 2017 werken niet meer mogelijk maakte.
Francesca Conti · 
Martina Miceli · 
Carmela Allucci · 
Silvia Bosurgi · 
Elena Gigli · 
Emanuela Zanchi · 
Tania di Mario · 
Cinzia Ragusa · 
Giusy Malato · 
Alexandra Araujo · 
Maddalena Musumeci · 
Melania Greco · 
Noemi Toth · 
Pierluigi Formiconi (bondscoach) · 
Mauro Maugeri (assistent-coach)
Federica Rocco · 
Chiara Brancati · 
Silvia Bosurgi · 
Teresa Frassinetti · 
Martina Miceli · 
Maddalena Musumeci · 
Francesca Pavan · 
Cinzia Ragusa · 
Tania di Mario · 
Elisa Casanova · 
Elena Gigli · 
Emanuela Zanchi · 
Erzsebet Valkai · 
Mauro Maugeri (bondscoach)